# Leschenaultia blanchardi
Leschenaultia blanchardi là một loài ruồi trong họ Tachinidae.